# Las Kellys
Las Kellys és un col·lectiu format per cambreres de pisos que s'han organitzat col·lectivament per reivindicar els seus drets. El nom de “Las Kellys” està format a partir d'un joc de paraules en castellà: la Kelly, "la que limpia”, és a dir les que netegen. L'any 2016 es va crear l'Associació Las Kelly la qual pretén donar visibilitat a la problemàtica professional de les treballadores que netegen els hotels i neix amb l'objectiu d'aconseguir la millora de la seva qualitat de vida en la seva professió. A Catalunya, l'any 2018 es va crear els sindicat Las Kelly Catalunya.

## Associació Las Kelly

### Orígens i fundació
L'Associació Las Kellys va néixer oficialment l'11 d'octubre de 2016 després de mesos de difusió, mobilització i reivindicacions de la seva situació laboral que dia a dia empitjorava, entre altres factors per l'externalització d'aquests serveis per part dels hotels. És una associació independent autogestionada i desvinculada de sindicats i partits polítics i que té presència en els territoris de l'Estat espanyol més representatius des del punt de vista turístic: Barcelona, Benidorm, Cadis, Fuerteventura, Lanzarote, La Rioja, Mallorca o Madrid.
Las Kellys van començar a ser presents a les xarxes socials el 2014 i a partir d'aleshores altres treballadores procedents de diferents llocs del territori espanyol van anar contactant i aportant testimoniatges de la seva situació laboral. El 2015 algunes d'elles ja es van autoorganitzar i van crear grups territorials en determinades destinacions turístiques d'Espanya i van denunciar la seva situació laboral per sensibilitzar la població de la seva problemàtica, especialment a la clientela dels hotels .

### Situació laboral
La situació laboral d'aquestes treballadores es caracteritza per una sobrecàrrega d'hores de treball motivada per l'externalització del servei, és un treball mal pagat que comporta malalties derivades del treball causades per la realització de moviments repetitius amb els braços i les mans propis del seu treball com dolors musculars, hèrnies, síndrome del túnel carpià o bursitis, però que no estan no reconegudes com a malalties professionals. Tot això va quedar recollit en la popularment anomenada Llei Kelly.

### Objectius
Les reivindicacions plantejades són àmplies i d'acord amb la situació laboral en cada territori, van des del dret a la jubilació anticipada a la fi de les externalitzacions o l'augment de les inspeccions de treball, tot defensant els drets de les treballadores i determinats canvis en el sector hoteler per aconseguir els seus objectius:
- Jubilació anticipada, pensions decents i reconeixement de feina penosa.
- Blindatge dels convenis d'hostaleria i negativa a reconèixer a les empreses multiserveis com a part legítima del sector.
- Negativa a l'externalització dels serveis de neteja i impedir la cessió il·legal de treballadores.
- Increment del nombre d'inspeccions laborals.
- Compliment del capítol III de la Llei de Prevenció de Riscos Laborals i petició de dur a terme estudis ergonòmics per calcular i limitar les càrregues de treball segons les característiques de cada hotel.
- Vinculació de la categoria dels hotels a la qualitat del treball que s'hi genera.

## Documental
Sobre la precarietat laboral de les cambreres de pisos, la periodista i directora de cinema Georgina Cisquella va realitzar la pel·lícula-documental Hotel Explotació: Las Kellys on va relatar la precarietat laboral de les cambreres de pisos les quals treballen quan les habitacions estan buides i és per això que passen desapercebudes i semblen que són invisibles i inexistents. Per retratar els problemes i la lluita de les dones que netegen els hotels la directora va fer un seguiment de dos anys a les cambreres de pisos de diferents hotels, i va poder comprovar com les seves condicions de treball van empitjorar “fins a arribar a cobrar un euro i mig per habitació netejada”, va informar Cisquella.